# Cochlospermum
Cochlospermum é um gênero de plantas da família Cochlospermaceae; muitas classificações colocam este gênero na família Bixaceae. É nativa das regiões tropicais do mundo, particularmente da  América Latina, África, Índia, e Australia.
Espécies
1. Cochlospermum angolense Welw. ex Oliv.  - Angola, Zaire
2. Cochlospermum fraseri Planch. - Oeste da Austrália, Northern Territory.
3. Cochlospermum gillivraei Benth. - Northern Territory, Queensland, Papua Nova Guiné.
4. Cochlospermum intermedium Mildbr - Republica Centro-africana.
5. Cochlospermum noldei Poppend. - Angola
6. Cochlospermum orinocense (Kunth) Steud. - Panamá, Colômbia, Venezuela, as Guianas, Brasil, Peru.
7. Cochlospermum planchonii Hook.f. ex Planch - África tropical, de Serra Leoa ao Sudão.
8. Cochlospermum regium (Schrank) Pilg. algodão-do-cerrado - Brasil, Bolívia, Paraguai.
9. Cochlospermum religiosum (L.) Alston - Índia, Sri Lanka, Oeste do Himalaia, Mianmar; introduzida no Cambodja, Java, Bali, Malásia  Peninsular.
10. Cochlospermum tetraporum Hallier - Bolívia, noroeste da Argentina.
11. Cochlospermum tinctorium Perrier ex A.Rich. - África tropical, de Serra Leoa a Uganda.
12. Cochlospermum vitifolium (Willd.) Spreng. - México, Cuba, América Central, Colômbia, Venezuela, Guianas, Peru, Equador, Brasil; introduzido em Trinidad, Antilhas, Porto Rico, Hispaniola e Bahamas.
13. Cochlospermum wittei Robyns - Zaire